# Хэтч, Джон
Джон Кит Хэтч (англ. John Keith Hatch, род. 7 ноября 1940 года) — американский эксперт по вопросам развития, пионер современного микрофинансирования. Основатель компаний ФИНКА Интернешнл (FINCA International) и Rural Development Services (RDS), известен также благодаря созданию методики Группового кредитования, которая в настоящее время является самой распространенной методикой микрофинансирования в мире, а также сельского банка - неофициальной группы самопомощи из 20-30 участников, в основном женщин-домохозяек.

## Детство и семья
Хэтч родился в 1940 году в Пулмене (штат Вашингтон). Его отец, преподаватель колледжа, вел свой род на протяжении 14 поколений от первого ребенка переселенцев, рожденного в Новом Свете. Среди предков его матери, родившейся в Коста-Рике, были настоящий: конкистадор, строитель железных дорог и один из основателей авиакомпании Pan American.

## Образование и начало карьеры
После окончания средней школы в штате Массачусетс, и получения степени бакалавра истории в университете Джонса Хопкинса, Хэтч в июле 1962 г. вступил в Корпус мира и отправился в двухлетнюю командировку в Колумбию. После подготовки в качестве добровольца по «коммунальному развитию» его направили в пригород Медельина Ойо Сапо (Hoyo Sapo, «Лягушачья нора»). Там он помог организовать общину для строительства канализации, улиц, общественного центра, библиотеки, футбольного поля и пешеходного моста. Там же, в Медельине, он выучил испанский язык, познакомился с латиноамериканской культурой и впервые столкнулся с крайней бедностью, детским голодом и неграмотностью. Тогда он ещё не вполне осознавал, что уже начал служение беднейшим семьям мира, и это служение будет продолжаться, не прерываясь, следующие сорок лет его жизни.
После возвращения из Колумбии, он некоторое время работал инструктором двух учебных программ Корпуса мира. Затем, в начале 1965 г., его назначили региональным директором Корпуса мира в Перу. В течение следующих двух с половиной лет он руководил работой около 55 добровольцев, работающих в сельскохозяйственных кооперативах и кредитных союзах, которые обслуживали бедняков. Вернувший домой для обучения в аспирантуре университета штата Висконсин в Мэдисоне, он получил степень магистра по экономической истории (1970 г.) и степень доктора по экономическому развитию (1973 г.). В промежутке (1970-71 гг.) грант, полученный от программы Фулбрайта, позволил ему провести два сезона на сельхозработах вместе с 30 крестьянами в Перу, где он изучал глубину и мудрость их традиционных методов ведения сельского хозяйства. Этот опыт научил его глубоко уважать навыки выживания бедных людей. Следующие 12 лет он работал консультантом по планированию, управлению и оценке главным образом сельскохозяйственных проектов, направленных на помощь бедным, в целом выполнив более 55 заданий в 28 странах Латинской Америки, Африки и Азии. Он стал свидетелем десятков неудачных иностранных благотворительных проектов, которые скорее разрушали жизнь тех, на кого они были нацелены, чем помогали им. Хэтч стремился создать организацию, которая бы позволила самим бедным людям, а не бюрократам, консультантам и другим чужакам, воплощать в жизнь их собственные инициативы.

## Основание FINCA
В 1984 г. Хэтч, наконец, создал собственную неприбыльную организацию — ФИНКА — Фонд Помощи Международному Сообществу (Foundation for International Community Assistance, FINCA). Озарение пришло, когда Хэтч, получивший назначение консультантом в Боливию, летел в самолете высоко над Андами. Он сгреб попавшиеся ему под руку салфетки, клочки бумаги, схватил ручку и стал записывать идеи, уравнения, схемы. К моменту посадки в Ла-Пасе у него был готов план совершенно нового подхода к борьбе с бедностью: программы финансовых услуг, которая стимулировала бедных людей брать на себя ответственность за своё благосостояние. «Дайте бедным общинам возможности, и они найдут дорогу!» — говорил он. Для достижения этой цели использовалась методика Группового кредитования — самостоятельные группы взаимопомощи в составе до 30 заемщиков-собственников. План предусматривал выдачу беднейшим семьям, в особенности матерям-одиночкам, займов для финансирования собственных бизнесов, позволяющих семье получить дополнительный доход. История ФИНКА, которую называют «Всемирным банком для бедных» и «вакциной от бедности для планеты», весьма примечательна. В настоящее время ФИНКА реализует программы Группового кредитования в 23 странах мира, и с 1984 г. помощь была оказана более чем 1 000 000 семей, путём предоставления кредитов на общую сумму свыше $360 млн (2007 г.) беднейшим семьям мира, при коэффициенте возврата займов 98 %. В то же время был получен доход, достаточный для полного покрытия операционных затрат программ Группового кредитования на местах. Кроме того, на настоящий момент 30 других некоммерческих организаций запустили более 800 программ Группового кредитования в 60 странах мира.

## Отставка
В 2006 г. Хэтч объявил об окончании своей повседневной работы в штаб-квартире ФИНКА в Вашингтоне, округ Колумбия, но и по сей день он продолжает помогать ФИНКА в качестве члена правления, занимается сбором средств и читает лекции в университетах. В настоящее время он вместе с женой Маргаритой живет в Санта-Фе, штат Нью-Мексико, где занимается любимым делом всей своей жизни — рисует акварелью и пишет сценарии. Кроме того, он является одним из основателей ещё одной неприбыльной организации — Альянса студентов против бедности (Alliance of Students Against Poverty, ASAP), цель которой — покончить с бедностью во всем мире, убедив два миллиона американцев жертвовать "по 1 доллар в день для тех, кто живет менее чем на 1 доллар в день, собрав таким образом $10 млрд к 2025 году для распределения среди микрофинансовых учреждений, которые наиболее успешно служат «беднейшим из бедных».

## Цитаты
«Конечно, наша работа далеко не завершена. Но учитывая нынешние тенденции роста, я знаю, что к тому времени, когда я уйду на пенсию, более 200 миллионов домохозяйств во всем мире воспользуются вакциной микрофинансирования и/или Группового кредитования от бедности. И еще я знаю, что мои внуки унаследуют мир, где с крайней бедностью будет покончено».
«…когда-то, в 2025 году, когда мне будет 85 лет, я хочу повести правнуков в „Музей бедности“ в Вашингтоне, округ Колумбия, чтобы они поняли, как жила добрая половина людей, которая все же сумела выбраться из бедности».